# Aeroportul Internațional John F. Kennedy
Aeroportul Internațional John F. Kennedy este cel mai mare aeroport din regiunea orașului New York. El se află la 24 km est de Manhattan, în cartierul Jamaica, ce aparține de sectorul Queen. În anul 2011 aeroportul a deservit 47,7 milioane de pasageri. Este al șaselea aeroport ca mărime  din SUA, iar în lume se află pe locul 17. 
Avioanele de pe acest aeroport aparțin în mare parte companiilor aeriene American Airlines, Delta Air Lines și JetBlue Airways.